# Valentina Matvienko
Valentina Ivànovna Matvienko (en rus: Валентина Ивановна Матвиенко), nascuda a Sxepetovka, Ucraïna, el 7 d'abril de 1949), és una política russa, membre del partit Rússia Unida.
Va ser ambaixadora de la Federació Russa a Malta (1991-1995) i Grècia (1997-1998), viceprimer ministra per al Benestar en el període 1998-2003, i governadora i presidenta de Govern de Sant Petersburg des de 2003. Des del 21 de setembre de 2011 presideix el Consell de la Federació.